# Michael Paul Chan
Michael Paul Chan, född 26 juni 1950 i San Francisco, är en amerikansk skådespelare.
Chan har bland annat medverkat i TV-serierna The Closer (2005-2012) och Major Crimes (2012-2018) från 2023. Han har även medverkat i filmen Batman & Robin från 1997.

## Filmografi (i urval)
- 1992 – Rapid Fire
- 1997 – Batman & Robin
- 2001 – Spy Game
- 2005–2012 – The Closer (TV-serie)
- 2012–2018 – Major Crimes (TV-serie)
- 2023 – Hello Tomorrow! (TV-serie)